# 佐洛迈赖涅
佐洛迈赖涅，是匈牙利佐洛州所辖的一个村，总面积13.99平方公里，总人口162，人口密度11.6人/平方公里（2010年1月1日）。